# Hiệp hội Quyền Anh Thế giới
Hiệp hội Quyền Anh Thế giới (tên quốc tế: World Boxing Association; viết tắt: WBA), trước đây gọi là Hiệp hội Quyền Anh Quốc gia (NBA), là tổ chức lâu đời nhất và là một trong bốn tổ chức Quyền Anh chuyên nghiệp lớn nhất thế giới cùng với Hội đồng Quyền Anh Thế giới (WBC), Liên đoàn Quyền Anh Quốc tế (IBF) và Tổ chức Quyền Anh Thế giới (WBO). WBA tổ chức các giải đấu Quyền Anh, công nhận, phê chuẩn và trao danh hiệu vô địch thế giới ở cấp độ chuyên nghiệp. Được thành lập tại Hoa Kỳ vào năm 1921 bởi 13 đại diện của tiểu bang là NBA, năm 1962, WBA đổi tên để công nhận sự phổ biến ngày càng tăng của Quyền Anh trên toàn thế giới và bắt đầu thu hút các quốc gia khác tham gia với tư cách là thành viên.
Đến năm 1975, đa số phiếu bầu đã được các quốc gia Mỹ Latinh nắm giữ và trụ sở tổ chức đã chuyển đến Panama. Sau khi được đặt tại Venezuela những năm 1990 và đầu những năm 2000, các văn phòng tổ chức đã trở lại Panama vào năm 2007. Đây là tổ chức lâu đời nhất trong bốn tổ chức lớn được Đại sảnh Danh vọng Quyền Anh Quốc tế (IBHOF) công nhận, nơi tổ chức các trận đấu Quyền Anh vô địch thế giới, cùng với WBC, IBF và WBO.

## Lịch sử
Hiệp hội Quyền Anh Thế giới bắt nguồn từ Hiệp hội Quyền Anh Quốc gia (NBA), được thành lập vào năm 1921. Trận đấu đầu được công nhận tại NBA là trận tranh đai vô địch hạng nặng Jack Dempsey – Georges Carpentier ở New Jersey. NBA được thành lập bởi các đại diện từ 13 tiểu bang của Mỹ, bao gồm cả Sam Milner, để đối trọng với sức ảnh hưởng của Ủy ban Thể thao bang New York (NYSAC). NBA và NYSAC đôi khi công nhận các nhà vô địch thế giới khác nhau trong cùng một giải đấu, dẫn đến sự nhầm lẫn về nhà vô địch thực sự.
Tổ chức Nghiên cứu Quyền Anh Quốc tế mô tả NBA thời kỳ đầu như sau:
[NBA] Ban đầu có thể so sánh với Hiệp hội Quyền Anh Hoa Kỳ hiện tại hơn là [tổ chức] kết quả và kế nhiệm của nó, NBA đã phê chuẩn các trậnc đấu danh hiệu, công bố danh sách những võ sĩ thách đấu xuất sắc, rút lại sự công nhận chính thức, nhưng không cố gắng bổ nhiệm các quan chức của trận đấu danh hiệu của riêng mình hoặc áp đặt ý chí của mình vào các trận đấu tranh chức vô địch. NBA cũng không tiến hành đấu thầu hầu bao hoặc thu "phí xử phạt."
NBA chính thức trở thành WBA vào ngày 23 tháng 8 năm 1962. Gilberto Mendoza là Chủ tịch của WBA từ năm 1982 cho đến khi ông qua đời vào năm 2016, sau đó Gilberto Mendoza Jr lên nắm quyền chủ tịch. Trong những năm 1990, WBA đã chuyển các văn phòng trung tâm của mình từ Thành phố Panama đến Caracas, Venezuela. Vào tháng 1 năm 2007, WBA quay trở lại Panama.

## Tranh cãi
Như đã xảy ra với tất cả các tổ chức phê chuẩn Quyền Anh lớn, WBA đã bị vướng vào cáo buộc thực hiện các hành vi tham nhũng. Trong một bài báo trên Sports Illustrated năm 1981, một giám khảo Quyền Anh tuyên bố rằng ông bị ảnh hưởng bởi Chủ tịch WBA Gilberto Mendoza để đánh giá một số võ sĩ đang tranh đai. Bài báo tương tự cũng thảo luận về nhiều loại hối lộ được trả cho các quan chức WBA để có được cơ hội vô địch hoặc vị trí cao hơn trong bảng xếp hạng của tổ chức. Trong một cuộc phỏng vấn năm 1982, nhà quảng bá Quyền Anh Bob Arum tuyên bố rằng ông phải trả tiền cho các quan chức WBA để có được thứ hạng cho các võ sĩ của mình. Các cáo buộc này đã được nhấn mạnh vào những năm 1980 và 1990 khi hai tổ chức khác (IBF, WBC) có hành vi tham nhũng tương tự bị phanh phui, bao gồm việc kết tội và bỏ tù Chủ tịch IBF Bob Lee và vụ truy tố dân sự Graciano Rocchigiani đối với WBC dẫn đến tổ chức này trong một thời gian ngắn nộp đơn xin phá sản trước khi đạt được một thỏa thuận tránh khỏi sự sụp đổ.

### Chức vô địch rời rạc
WBA hiện có thể công nhận tối đa bốn nhà vô địch thế giới trong bất kỳ hạng cân cụ thể nào. Danh hiệu nổi bật nhất là nhà vô địch WBA Super, được tạo ra vào năm 2000 theo gợi ý của Lennox Lewis sau khi ông buộc phải từ bỏ danh hiệu WBA hạng nặng trước khi bảo vệ trước trận gặp Michael Grant. Sự phân biệt này ban đầu được dành cho các nhà vô địch WBA đồng thời giành được WBC, IBF hoặc WBO công nhận. Một nhà vô địch WBA Super được WBC dành ưu đãi đặc biệt liên quan đến việc đáp ứng các nghĩa vụ bảo vệ đai, duy trì sự công nhận chức vô địch, nhưng cũng đã mở ra cơ hội để WBA công nhận một nhà vô địch thế giới riêng biệt, thường được gọi là nhà vô địch thường xuyên; tạo ra sự nhầm lẫn của người hâm mộ về việc ai là người nắm giữ danh hiệu vô địch trên thực tế. Một số nhà vô địch thế giới đã được nâng cấp lên danh hiệu Super WBA mà không giành được danh hiệu của tổ chức khác, trong số đó có Floyd Mayweather Jr., Chris John, Anselmo Moreno và Manny Pacquiao; sau khi bảo vệ danh hiệu WBA của họ năm lần trở lên. Sau khi trao chức vô địch WBA Super, vị trí vô địch thế giới thông thường được coi là bị bỏ trống, sau đó nó được tổ chức lấp đầy như một chức vô địch riêng biệt. Vào ngày 5 tháng 3 năm 2021, Claressa Shields trở thành nhà vô địch đầu tiên của WBA Super nữ ở hạng trung nhẹ.
WBA đôi khi làm phức tạp thêm về chức vô địch bằng cách công nhận một nhà vô địch tạm thời, bề ngoài là trong trường hợp một nhà vô địch thế giới được chỉ định, vì một lý do nào đó, bị cấm bảo vệ danh hiệu của họ trong một khoảng thời gian nhất định. Trong các điều kiện như vậy, người giữ danh hiệu tạm thời phải là người tiếp theo cạnh tranh cho một trong các danh hiệu vô địch đầy đủ sau khi nhà vô địch có thể thi đấu. Tuy nhiên, trong thực tế, điều này thực sự hiếm khi xảy ra và vào năm 2019, WBA bắt đầu trao danh hiệu WBA Gold, mà không có điều khoản nào tồn tại ngay cả trong các văn bản quản lý của tổ chức. Chẳng hạn, kể từ tháng 12 năm 2019, họ đồng thời công nhận nhà vô địch WBA Super (Anthony Joshua), nhà vô địch WBA (Manuel Charr), nhà vô địch WBA tạm thời (Trevor Bryan) và nhà vô địch WBA Gold (Robert Helenius) ở hạng nặng. Thậm chí đã có trường hợp các nhà vô địch thế giới WBA khác nhau bảo vệ các dạng khác nhau của cùng một danh hiệu, ở cùng hạng cân, vào cùng một ngày trong các sự kiện khác nhau.

### Bảng xếp hạng
Trong quá trình hoạt động thời gian dài, có những thời điểm WBA đã tạo ra nhiều bình luận tiêu cực đối với việc xếp hạng các võ sĩ Quyền Anh của mình, mặc dù đã áp dụng một công thức xếp hạng phức tạp, được ghi chép lại vào những năm 2000. Ví dụ, vào năm 2015, Ali Raymi đã được xếp hạng thứ sáu trong thời gian phục vụ với tư cách là một đại tá trong lực lượng vũ trang Yemen, và đã đã bị giết. Tuy nhiên, cái chết của Ali Raymi không cản trở đáng kể vị trí xếp hạng của ông trong WBA, vì trong lần xếp hạng tiếp theo, ông chỉ tụt xuống vị trí thứ 11.

## ĐaiMan of Triumph
Kể từ năm 2015, WBA trao một phiên bản tùy chỉnh của đai vô địch WBA Super của họ cho các trận đấu lớn liên quan đến chức vô địch WBA. WBA gọi đây là đai Man of Triumph, đặt tên theo chiếc cúp được trao cho người chiến thắng trong trận Mayweather vs. Pacquiao. Tấm đai có hình ảnh hai võ sĩ giao đấu. Floyd Mayweather Jr đã nhận được phiên bản mạ vàng đầu tiên của chiếc đai này trong khi Manny Pacquiao được nhận phiên bản mạ rhodium. Những người nhận đai mạ vàng tùy chỉnh khác là Anthony Joshua, Vasyl Lomachenko, Manny Pacquiao, Oleksandr Usyk, Canelo Álvarez, và Callum Smith.

## Các nhà vô địch WBA thế giới
Danh hiệu tính đến ngày 27 tháng 10 năm 2021.

### Nam
| Hạng cân            | Nhà vô địch                             | Từ         | Ngày |
| ------------------- | --------------------------------------- | ---------- | ---- |
| Hạng ruồi nhẹ       | Thammanoon Niyomtrong (Super champion)  | 29/6/2016  | 3280 |
| Hạng ruồi nhẹ       | Vic Saludar                             | 20/2/2021  | 1583 |
| Hạng ruồi cơ sở     | Hiroto Kyoguchi (Super champion)        | 31/12/2018 | 2365 |
| Hạng ruồi cơ sở     | Esteban Bermudez                        | 28/5/2021  | 1486 |
| Hạng ruồi           | Artem Dalakian                          | 24/2/2018  | 2675 |
| Hạng siêu ruồi      | Juan Francisco Estrada (Super champion) | 13/3/2021  | 1562 |
| Hạng siêu ruồi      | Joshua Franco                           | 23/6/2020  | 1825 |
| Hạng gà             | Naoya Inoue (Super champion)            | 7/11/2019  | 2054 |
| Hạng siêu gà        | Murodjon Akhmadaliev (Super champion)   | 30/1/2020  | 1970 |
| Hạng lông           | Léo Santa Cruz (Super champion)         | 28/1/2017  | 3067 |
| Hạng lông           | Leigh Wood                              | 31/6/2021  | 1422 |
| Hạng siêu lông      | Roger Gutiérrez                         | 2/1/2021   | 1632 |
| Hạng nhẹ            | Teófimo López (Super champion)          | 17/10/2020 | 1709 |
| Hạng nhẹ            | Gervonta Davis                          | 28/12/2019 | 2003 |
| Hạng siêu nhẹ       | Josh Taylor (Super champion)            | 26/10/2019 | 2066 |
| Hạng siêu nhẹ       | Gervonta Davis                          | 26/6/2021  | 1457 |
| Hạng bán trung      | Yordenis Ugás (Super champion)          | 29/1/2021  | 1605 |
| Hạng bán trung      | Jamal James                             | 4/2/2021   | 1599 |
| Hạng siêu bán trung | Jermell Charlo (Super champion)         | 26/9/2020  | 1730 |
| Hạng trung          | Ryota Murata (Super champion)           | 6/1/2021   | 1994 |
| Hạng trung          | Erislandy Lara                          | 1/5/2021   | 1513 |
| Hạng siêu trung     | Canelo Álvarez (Super champion)         | 19/12/2020 | 1646 |
| Hạng siêu trung     | David Morrell                           | 19/1/2021  | 1615 |
| Hạng dưới nặng      | Dmitry Bivol (Super champion)           | 21/5/2016  | 3319 |
| Hạng bán nặng       | Arsen Goulamirian (Super champion)      | 31/5/2019  | 2214 |
| Hạng bán nặng       | Ryad Merhy                              | 29/1/2021  | 1605 |
| Hang nặng           | Oleksandr Usyk (Super champion)         | 25/12/2021 | 1366 |
| Hang nặng           | Trevor Bryan                            | 29/1/2021  | 1605 |

### Nữ
| Hạng cân                      | Nhà vô địch                           | Từ         | Ngày |
| ----------------------------- | ------------------------------------- | ---------- | ---- |
| Hạng dưới ruồi nhẹ (102 lbs)  | Monserrat Alarcón                     | 31/8/2018  | 2487 |
| Hạng ruồi nhẹ (105 lbs)       | Seniesa Estrada                       | 20/3/2021  | 1555 |
| Hạng dưới ruồi (108 lbs)      | Yésica Bopp (Super champion)          | 30/9/2018  | 2457 |
| Hạng dưới ruồi (108 lbs)      | Guadalupe Bautista (Regular champion) | 12/12/2020 | 1653 |
| Hạng ruồi (112 lbs)           | Naoko Fujioka                         | 13/3/2017  | 3023 |
| Hạng siêu ruồi (115 lbs)      | Maribel Ramírez                       | 19/5/ 2018 | 2591 |
| Hạng gà (118 lbs)             | Shannon Courtenay                     | 10/4/2021  | 1534 |
| Hạng siêu gà (122 lbs)        | Mayerlin Rivas                        | 7/2/2020   | 1962 |
| Hạng lông (126 lbs)           | Erika Cruz                            | 22/4/2021  | 1522 |
| Hạng siêu lông (130 lbs)      | Choi Hyun-mi                          | 15/8/2013  | 4329 |
| Hạng nhẹ (135 lbs)            | Katie Taylor                          | 28/10/2017 | 2794 |
| Hạng siêu nhẹ (140 lbs)       | Kali Reis                             | 6/11/2020  | 1689 |
| Hạng bán trung (147 lbs)      | Jessica McCaskill                     | 15/8/2020  | 1772 |
| Hạng siêu bán trung (154 lbs) | Claressa Shields (Super champion)     | 5/3/2021   | 1570 |
| Hạng siêu bán trung (154 lbs) | Hanna Gabriels (Regular champion)     | 30/9/2018  | 2457 |
| Hạng trung (160 lbs)          | Claressa Shields                      | 22/6/2018  | 2557 |
| Hạng siêu trung (168 lbs)     | Elin Cederroos                        | 10/1/2020  | 1990 |
| Hạng dưới nặng (168+ lbs)     | Không có                              |            |      |